# La Guerra de Chile
La Guerra de Chile es un poema épico basado en la guerra del Arauco.Está compuesto por más de 7000 versos situados en los primeros cuatro meses del siglo XVII y no tiene título. La obra no tuvo mucha difusión por lo que no tuvo un gran números de críticas. El autor lo creó inspirado en La Araucana de Alonso de Ercilla del año 1569.